# 半人馬座V790
半人馬座V790，又名CP-60 4627，HD 116072、SAO 252283、HR 5034，是半人馬座的一颗恒星，视星等为6.18，位于銀經306.7，銀緯1.67，其B1900.0坐标为赤經13h 16m 7.7s，赤緯-60° 1.67′ 52″。